# Рекуц, Борис Николаевич
Борис Николаевич Рекуц (укр. Борис Миколайович Рекуц; 17 сентября 1951, Зыряновск, Казахская ССР, СССР) — советский и украинский военачальник, контр-адмирал. Командовал Южным морским районом Украины (1996—2001).

## Биография
В 1974 году окончил Высшее военно-морское училище имени М. В. Фрунзе в Ленинграде. С 1974 года по 1983 год служил на Черноморском флоте на различных должностях. В 1980 году как командир тральщика «Харьковский комсомолец» участвовал в конвоировании транспортных кораблей в Персидском заливе. С 1983 года по 1985 год учился в военно-морской академии имени Н. Г. Кузнецова в Ленинграде. С 1985 года по 1990 год являлся начальником штаба и командиром 92-й бригады тральщиков ЧФ в Донузлаве. С 1990 года по 1992 год — советник командующего ВМС в Ливии. После распада СССР принял решение продолжить службу в рядах ВМС Украины. Служил в штабе командования ВМС в Севастополе.
1 июля 1996 года на основе Крымской военно-морской базы был создан Южный морской район (с 2003 года — Южная военно-морская база Украины) и Рекуц был назначен его первым командиром. Летом 1997 года морской район принимал участие в международных учениях «Си Бриз». 22 августа 1997 года президент Украины Леонид Кучма присвоил ему звание контр-адмирал. В 2001 году Борис Рекуц был уволен в запас. После являлся депутатом Евпаторийского городского совета от Новоозёрного.

## Награды
- Орден Красной Звезды[2]
- Орден «За службу Родине в Вооружённых Силах СССР» III степени[2]
- Медаль «За военную службу Украине» (1997)[5]

## Личная жизнь
Дочь — Наталья Ступакова, в 2008 году служила в ВМС Украины и имела звание капитан-лейтенанта.